# 博戈羅季茨克區

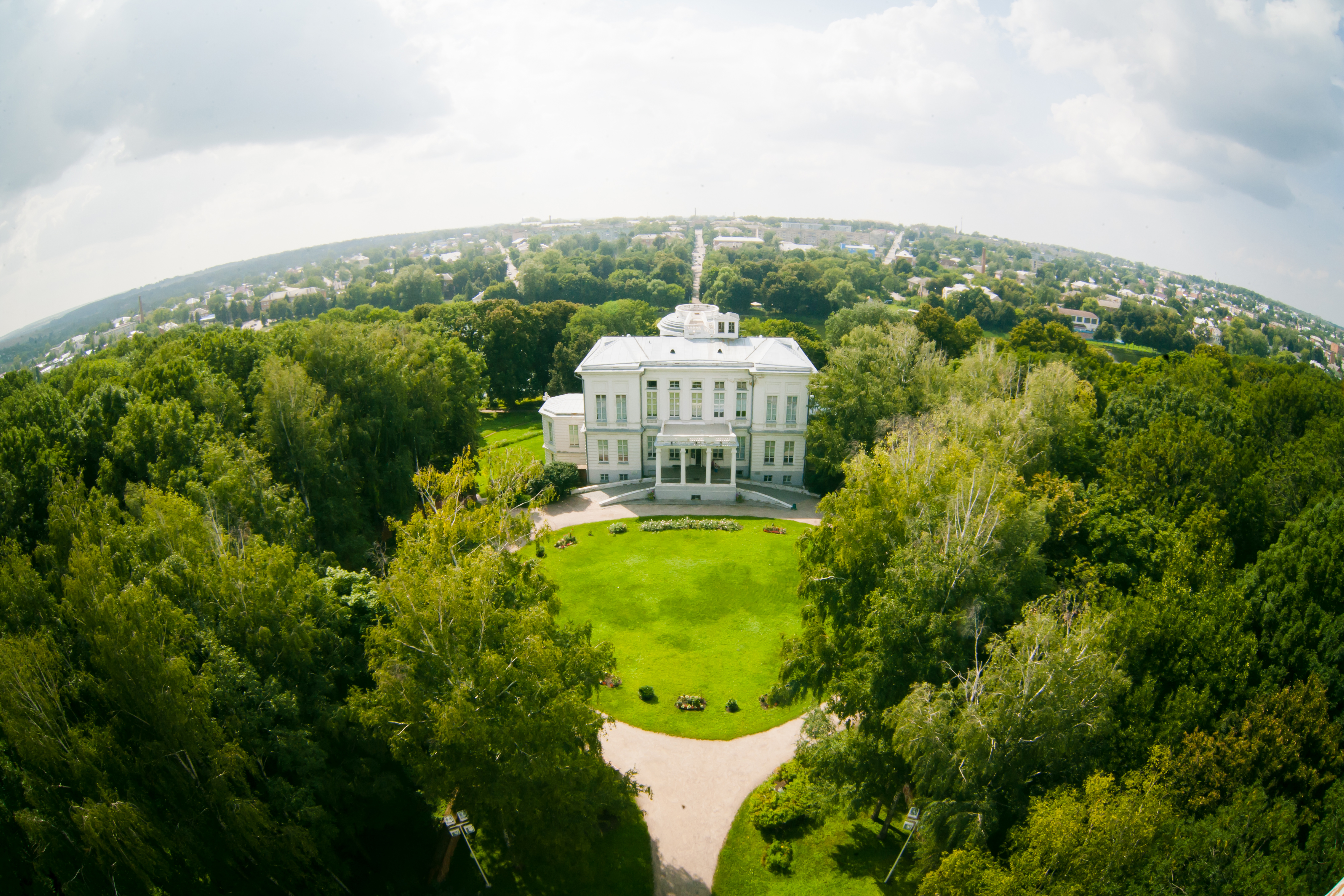

53°46′N 38°08′E / 53.767°N 38.133°E
博戈羅季茨克區（俄语：Богородицкий район），是俄羅斯的一個區，位於該國西部，由圖拉州負責管轄，面積957平方公里，2010年該區人口51,643，人口密度每平方公里53.96人。